# Philipp Draexler von Carin

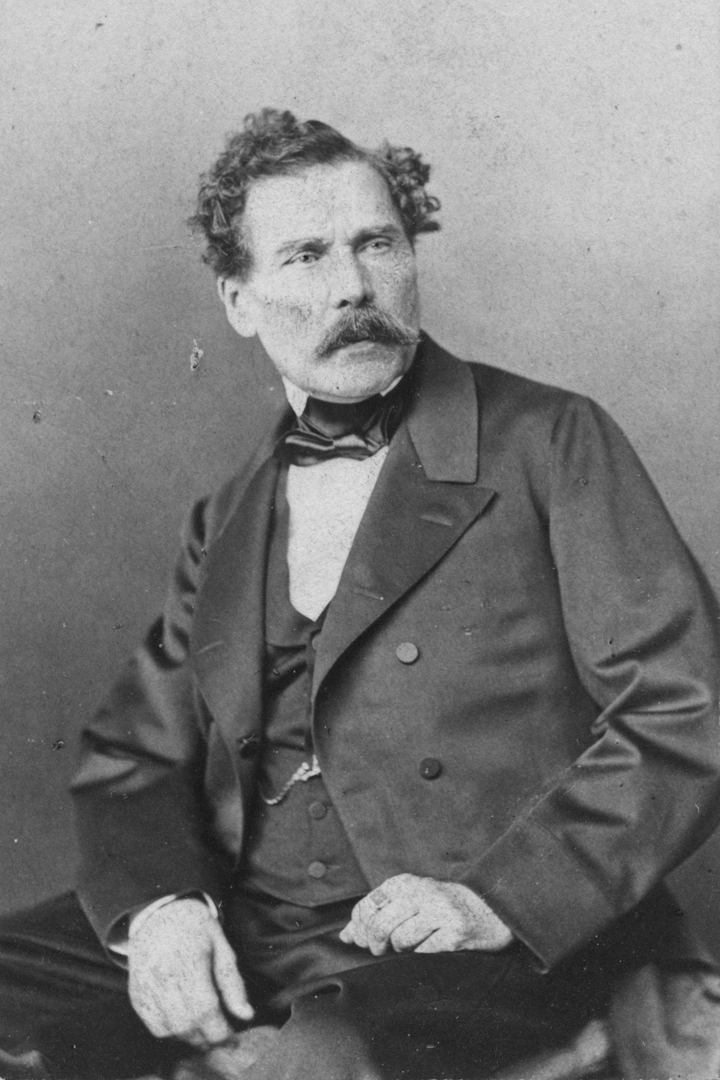
Philipp Draexler von Carin, Fotografie

Philipp Freiherr Draexler von Carin (* 10. März 1794 in Vöslau; † 4. Juni 1874 in Wien, ursprünglich Philipp Draexler, Dräxler oder Drechsler) war ein österreichischer Hofbeamter, Dichter und Kunstsammler. Er war Wappenkönig (Herold) des Ordens vom Goldenen Vlies und akademischer Rat der Akademie der bildenden Künste Wien.

## Leben und Wirken
Philipp Draexler wurde in Vöslau geboren. Er studierte an der Universität Wien bei Heinrich Joseph Watteroth. 1816 schrieb er auf Wunsch seiner Kommilitonen während eines Spazierganges in Baden den Text zu Franz Schuberts erstem Auftragswerk, der heute verschollenen Kantate Prometheus für Solo, Chor und Orchester. Das Werk wurde zu Ehren Watteroths am 24. Juli 1816 uraufgeführt, wobei Schubert selbst dirigierte.

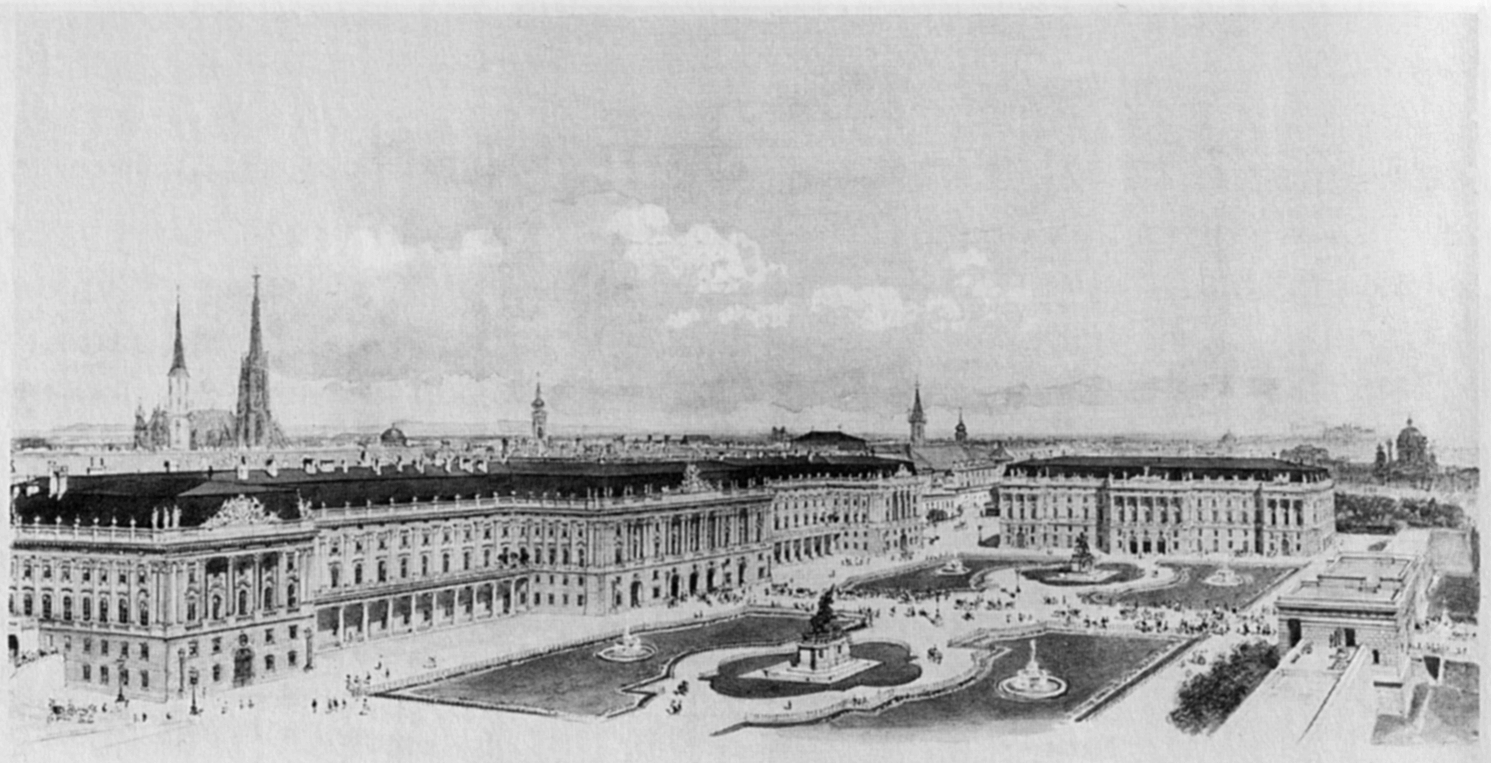
Vogelschau des äußeren Burgplatzes (Philipp Draexler von Carin, 1862)

Draexler schlug eine Karriere bei Hofe ein, die ihm einen bedeutenden sozialen Aufstieg ermöglichte. 1853 wurde er mit dem Prädikat „von Carin“ in den Ritterstand erhoben, später in den Freiherrenstand. Als Kanzleidirektor des direkt dem Kaiser unterstellten Obersthofmeisteramtes zählte Draexler von Carin zu den einflussreicheren Beamten der Monarchie. In dieser Funktion hatte der k.k. Hofrat unter anderem die Oberleitung für den geplanten Umbau der Hofburg inne. Von ihm stammt ein Plan, auf dem Äußeren Burgplatz die Hofoper und das Hofschauspielhaus zu errichten.
In den fünfziger und sechziger Jahren des 19. Jahrhunderts gehörte Draexler von Carin zu den größten Kunstkennern Wiens und machte sich als Kunstsammler und Mäzen einen Namen. Teile seiner ehemaligen Sammlung befinden sich heute in verschiedenen internationalen Museen, wie etwa dem Louvre.
Philipp Draexler von Carin wurde auf dem Schmelzer Friedhof in Wien beigesetzt.

## Ehrungen und Auszeichnungen

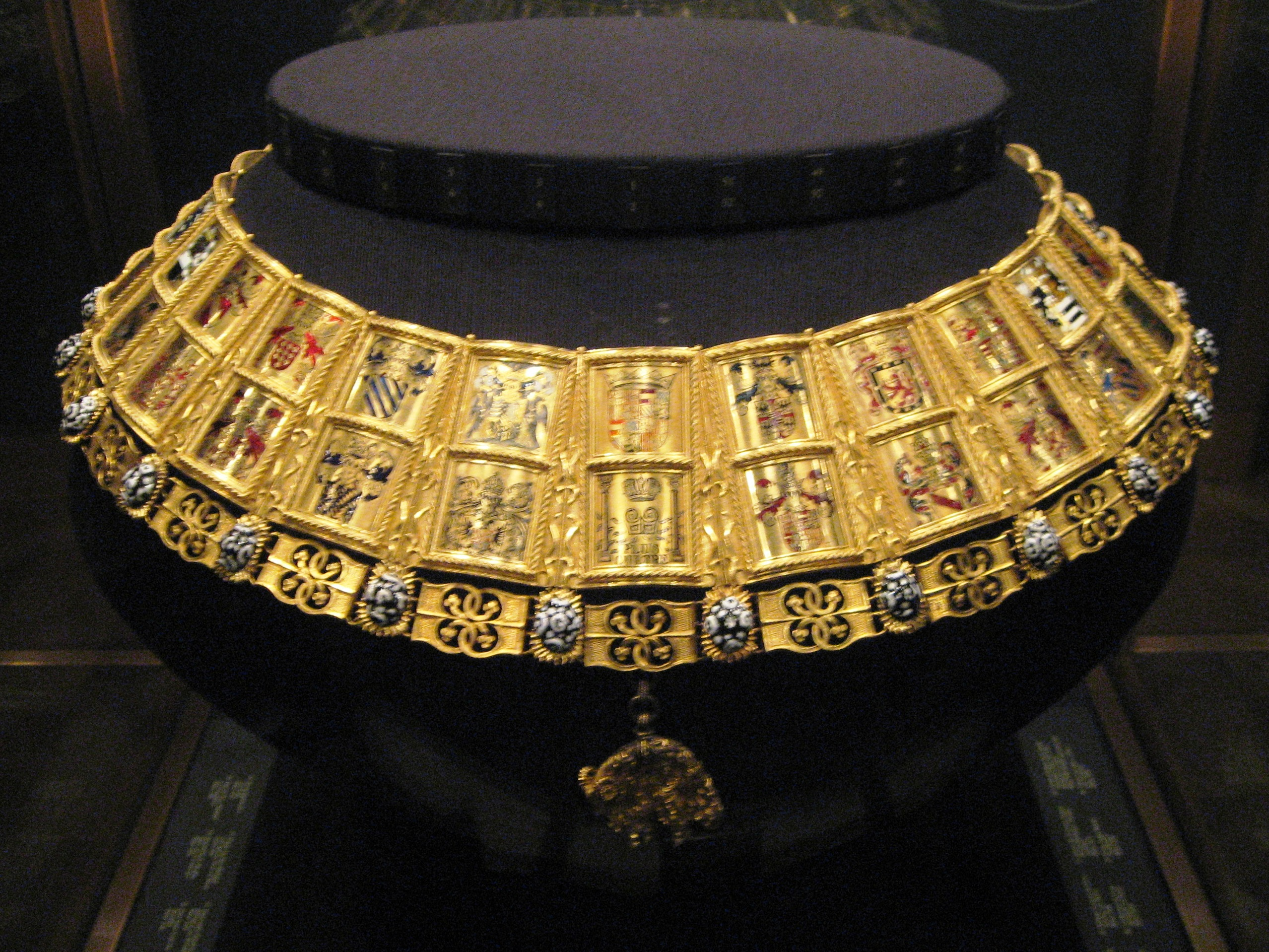
Die Potence (Wappenkette) für den Herold des Ordens vom Goldenen Vlies

- Wappenkönig (Herold) des Ordens vom Goldenen Vlies
- Komtur des portugiesischen Ordens der Christusritter
- Kommandeur des Königlich-belgischen Leopoldsordens
- Ritter II. Klasse des Österreichisch-kaiserlichen Ordens der Eisernen Krone
- Ritter des Österreichisch-kaiserlichen Leopold-Ordens
- Ritter des Verdienstordens der Bayerischen Krone
- Ritter des Königlich-sächsischen Albrechts-Ordens
- Ritter des kurhessischen Wilhelmsordens
- Ritter des toskanischen Ordens des heiligen Josephs (ital. Ordine Gran Ducale Toscano del Merito sotto il titolo di San Giuseppe)
- Ritter zweiter Klasse des Kaiserlich-russischen Ordens der Heiligen Anna mit Krone und Brillanten (russ. Орденъ Святой Анны / Orden Swjatoi Anny)
- Ritter zweiter Klasse des preußischen Roten Adlerordens
- Erzherzoglich Österreichischer Herold
- Unterstabelmeister[8]

## Wissenswertes
Der Dräxler-Brunnen bei Hohenpölz in Franken ist nach Philipp Draexler von Carin bekannt.